# Gregory A. Boyd

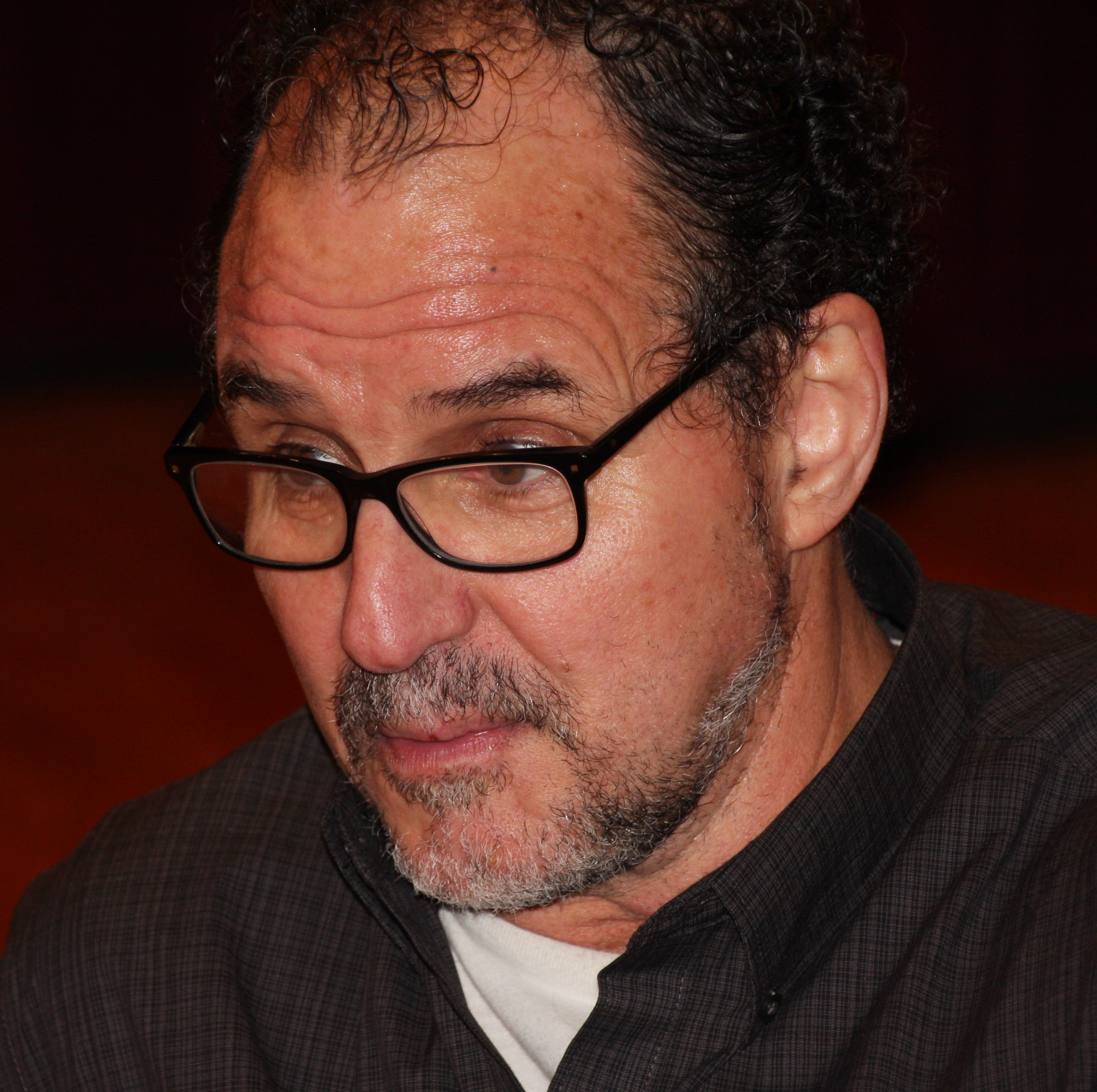
Gregory A. Boyd, 2017

Gregory A. Boyd (* 2. Juni 1957 in den USA) ist ein US-amerikanischer baptistischer Theologe, Pastor, Autor und Redner, der für den offenen Theismus (englisch: open theism), Gewaltfreiheit und gegen die Religiöse Rechte eintritt.

## Leben
Boyd wuchs in einer römisch-katholischen Familie auf. Als er zwei Jahre alt war, starb seine Mutter. Sein Vater heiratete ein zweites Mal. Die Stiefmutter, die oft nahe an einem Nervenzusammenbruch war, kam mit den eigenen Kindern und den Kindern des neuen Mannes nur schlecht zurecht. Als Jugendlicher wurde Greg Atheist und fühlte sich dadurch frei von Todes- und Höllenangst. Er suchte weiter nach dem Sinn des Lebens in östlichen Religionen und auch in Drogen. 1973 stieg er aus den Drogen aus und begann sich für Philosophie zu interessieren. Durch das Lesen von Sören Kierkegaards Schriften wurde er wieder auf die Hingabe an Jesus Christus hingewiesen, und er wurde 1974 Christ.
Boyd studierte Philosophie und Theologie. 1979 erhielt er einen Bachelor of Arts in Philosophie von der Universität Minnesota. 1982 erhielt er mit cum laude den Magister der Theologie der Theologischen Fakultät der Universität Yale in New Haven (Connecticut) und 1988 den Doktortitel mit summa cum laude des Theologischen Seminars der Universität Princeton in Princeton.
Von 1986 bis 2002 war Greg Boyd Theologieprofessor an der Universität Bethel in Saint Paul (Minnesota), wo er Auszeichnungen für herausragenden Unterricht, den Teaching Excellence Award, und Leiterschaft, den Campus Leadership Award, erhielt.
1992 gründete Boyd zusammen mit weiteren Personen im Auftrag der General Baptist Convention die Kirchengemeinde Woodland Hills in der Stadt Saint Paul, Minnesota, wo er seither als leitender Pastor tätig ist. Im Jahr 2000 gründete er Christus Victor Ministries, eine Organisation, die später den Namen ReKnew annahm; mit ihr erreicht er sowohl Gläubige als auch Skeptiker weit über die Kirchen hinaus.

## Privates
Boyd ist seit 1980 mit Shelley verheiratet. Sie haben drei Kinder und fünf Enkelkinder und leben in Saint Paul, Minnesota.

## Werke und Lehre
Boyd hat über 20 Bücher geschrieben. Im deutschen Sprachraum bekannt ist sein Buch von 1994 Letters From a Skeptic: A Son Wrestles with His Father’s Questions about Christianity (deutsch: Briefe eines Skeptikers und Antworten auf zentrale Glaubensfragen, 1997), worin er einen echten Briefwechsel mit seinem eigenen Vater publizierte. Boyd antwortete auf alle skeptischen Fragen zum christlichen Glauben. Das Werk wurde in viele Sprachen übersetzt.
Weiter verfasste er apologetische Werke über die Historizität von Jesus, die Theodizee, das Problem des Bösen und vieles mehr. Er griff auch in öffentliche Debatten ein. So bezeichnete er 2006 in der New York Times die Vorstellung, die USA seien eine christliche Nation, als einen Mythos, und er trat auch als entschiedener Gegner der christlichen Rechten auf.
Boyd vertritt entschieden die Auffassung, dass Glaube und Verstand sich gegenseitig bedingen und deshalb kongruent sein sollten. Er plädiert für das Konzept eines zukunftsoffenen Gottes und stellt sich damit gegen prädestinatistische Tendenzen, die in den USA unter Calvinisten und Evangelikalen und deren Ausbildungsstätten weit verbreitet sind. Seine Argumente sind:
- in der Bibel wird Gott mit Unwahrscheinlichkeiten konfrontiert
- in der Bibel sieht man, dass Gott enttäuscht ist
- in der Bibel prüft Gott die Menschen, um zu „wissen“, was in ihren Herzen ist
- in der Bibel drückt sich Gott im Konjunktiv und in Möglichkeiten aus, wenn es um Zukünftiges geht
- in der Bibel ändert Gott seine Meinung 39 mal explizit und über 200 mal implizit
- Gottes Souveränität, Weisheit und Beziehungsorientierung kommt besser zur Geltung
- das Problem des Bösen ist besser erklärbar
- löst paradoxe Situationen auf
- passt besser zur zeitgenössischen Wissenschaft
- passt besser zu unseren Erfahrungen
- wirkt motivierend für den Dienst im Reich Gottes.[2]

Boyd begründet auch, dass die Bibel trotz gewalttätigen Geschichten und Bildern im Alten Testament eine zutiefst gewaltfreie Offenbarung sei, weil im Zentrum Jesus Christus auf jegliche Gewalt verzichtet, Unrecht erlitten habe und am Kreuz gestorben sei. Die biblischen Geschichten seien von der Perspektive vom Kreuz her zu interpretieren. 2017 hat er dies in seinem zweibändigen Werk Crucifixion of the Warrior God (deutsch: Kreuzigung des kriegerischen Gottes) entfaltet und dargelegt.

## Schriften
- Trinity and Process: A Critical Evaluation and Reconstruction of Hartshorne's Di-Polar Theism Towards a Trinitarian Metaphysics, 1992, ISBN 0-8204-1660-6
- Oneness Pentecostals and the Trinity, 1992, ISBN 0-8010-1019-5
- Cynic Sage or Son of God?, 1995, ISBN 0-8010-2118-9
- Jesus Under Siege, 1995, ISBN 1-56476-533-4
- Letters From a Skeptic: A Son Wrestles with His Father's Questions about Christianity, 1994 und 2008, ISBN 1-56476-244-0
  - Briefe eines Skeptikers und Antworten auf zentrale Glaubensfragen, Hänssler, Holzgerlingen 1997, ISBN 978-3-7751-2746-2
- God at War: The Bible and Spiritual Conflict, 1997, ISBN 0-8308-1885-5
- God of the Possible: A Biblical Introduction to the Open View of God, 2000, ISBN 0-8010-6290-X
- Satan & the Problem of Evil: Constructing a Trinitarian Warfare Theodicy, 2001, ISBN 0-8308-1550-3
- Across the Spectrum: Understanding Issues in Evangelical Theology, mit Paul Rhodes Eddy, 2002, ISBN 0-8010-2276-2
- Is God to Blame?: Moving Beyond Pat Answers to the Problem of Evil, 2003, ISBN 0-8308-2394-8
  - Trifft Gott die Schuld? Warum Standarderklärungen für das Leid nicht genügen, Movement, 2020, ISBN 978-3-944533-11-7
- Seeing Is Believing: Experience Jesus Through Imaginative Prayer, 2004, ISBN 0-8010-6502-X
- Repenting of Religion: Turning from Judgment to the Love of God, 2004, ISBN 0-8010-6506-2
- Escaping The Matrix: Setting Your Mind Free To Experience Real Life In Christ, mit Al Larson, 2005, ISBN 0-8010-6533-X
- The Myth of a Christian Nation: How the Quest for Political Power Is Destroying the Church, 2006, ISBN 0-310-26730-7
- The Jesus Legend: A Case for the Historical Reliability of the Synoptic Jesus Tradition, mit Paul Rhodes Eddy, 2007, ISBN 0-8010-3114-1
- Lord or Legend?: Wrestling with the Jesus Dilemma, mit Paul Rhodes Eddy, 2007, ISBN 0-8010-6505-4
- The Myth of a Christian Religion: Losing Your Religion for the Beauty of a Revolution, 2009, ISBN 0-310-28383-3
- Present Perfect: Finding God in the Now, 2010, ISBN 0-310-28384-1
- Benefit of the Doubt: Breaking the Idol of Certainty, 2013, 0801014921
- The Crucifixion of the Warrior God, Band 1 und 2, 2017, ISBN 1-5064-2075-3